# 圣赫勒拿、阿森松和特里斯坦-达库尼亚
聖海倫娜、阿森松和崔斯坦達庫尼亞（英語：Saint Helena, Ascension and Tristan da Cunha），前稱聖海倫娜及其属地（Saint Helena and Dependencies），是英國的海外領地，由聖海倫娜島、阿森松島和崔斯坦達庫尼亞群島组成。2009年9月1日，新頒布的憲法规定三个组成部分享有平等地位。

## 歷史
聖赫勒拿島、阿森松島和特里斯坦-達庫尼亞群島是由幾個葡萄牙探險家分別於1502年—1504年發現。
1657年，英格兰共和国护国公奥利弗·克伦威尔授予英國東印度公司管理聖赫勒拿的特許狀，次年，該公司決定加固該島並在島上建立種植園。第一任總督約翰達頓船長於 1659 年抵達，從這一天起，聖赫勒拿成為僅次於百慕大的英國第二古老的殖民地。隨後建造High Knoll堡壘及許多房屋。堡壘及附近城鎮之後更名為詹姆斯堡和詹姆斯敦鎮，以紀念約克公爵和繼承人，即後來的英格蘭國王詹姆斯二世。
拿破崙於1815年10月被關押在聖赫勒拿島上，直到他於1821年5月5日去世。
1815年10月22日，英國皇家海軍派員駐守於無人居住的阿松森島。
拿破崙戰爭結束後的1816年8月14日，特里斯坦-達庫尼亞成為開普殖民地的屬地。
1922年9月12日聖赫勒拿島，阿森松島和特里斯坦-達庫尼亞領地開始形成，當時阿森松島通過專利特許證成為了聖赫勒拿島的屬地。而人口稀少的特里斯坦-達庫尼亞在1938年1月12日亦成為此屬地的組成部份。2009年9月1日，各屬地被提升到平等地位，屬地名稱從“聖赫勒拿及其屬地”更改為“聖赫勒拿、阿森松和特里斯坦—達庫尼亞”。
現在，英國和美國仍然在阿森松島共同管理阿森松島皇家空軍基地。

## 地理

### 行政區劃
| 行政區           | 面積 平方千米 | 面積 平方英里 | 人口            | 行政中心   |
| ---------------- | ------------- | ------------- | --------------- | ---------- |
| 聖赫勒拿         | 122           | 47            | 5,809           | 詹姆斯敦   |
| 阿森松島         | 88            | 34            | 1,532           | 喬治敦     |
|                  | 184           | 71            | 388             | 七海爱丁堡 |
| 伊納克塞瑟布爾島 | 14            | 5             | 0               |            |
| 南丁格爾群島     | 3.2           | 1             | 0               |            |
| 戈夫島           | 68            | 26            | 6（非常住人口） |            |
| 總計             | 394           | 152           | 7,729           | 詹姆斯敦   |

## 教育
聖赫勒拿有多所學校，包括安德魯王子學校。阿松森島有兩艘船學校。特里斯坦-達庫尼亞也有自己的學校。

## 宗教
聖赫勒拿島的大多數居民信奉聖公會，該教區擁有自己的主教，其辖区包括阿森松島。
羅馬天主教徒由聖赫勒拿、阿森松和特里斯坦達庫尼亞的自管传教区提供牧靈服務，其教會上級辦公室位於福克蘭群島的天主教福克蘭群島宗座監牧區。

## 貨幣
聖赫勒拿在 1976 年之前和英國一樣使用英鎊，其後它開始發行與英鎊等值的聖赫勒拿鎊。1984 年，開始為聖赫勒拿島和阿森松島發行自己的硬幣，尺寸與英國的硬幣相同。與英國鑄幣類似，正面是伊麗莎白二世女王，但背面的設計與領土有很大不同。硬幣上刻有“Saint Helena • Ascension”，而鈔票上只寫著“Government of St. Helena”。兩個領地的紀念幣分別鑄造，並只寫“聖赫勒拿”或“阿松森島”。聖赫勒拿鎊也在阿森松島流通。
聖赫勒拿沒有中央銀行；聖赫勒拿鎊與由英倫銀行控制的英鎊掛鉤。聖赫勒拿銀行是當地唯一一家銀行。該銀行自行設定存款和貸款利率，並在聖赫勒拿島的詹姆斯敦和阿森松島的喬治敦設有分行。儘管該銀行在特里斯坦-達庫尼亞沒有實體存在，但特里斯坦的居民有權使用其服務。

## 通訊
聖赫勒拿的國際電話區號為+290，自 2006 年以來，特里斯坦-達庫尼亞共享該代碼。阿森松島的電話號碼是+247，另外還擁有一個廣泛的廣播設施，用於向非洲和南美洲進行國際短波傳輸。

### 郵件
阿森松島、特里斯坦-達庫尼亞和聖赫勒拿都有發行自己的郵票，為島嶼提供了可觀的收入。這三個地區各有自己的皇家郵政郵政編碼：
- 阿森松島：ASCN 1ZZ
- 聖赫勒拿：STHL 1ZZ
- 特里斯坦-達庫尼亞：TDCU 1ZZ

## 交通

### 海上運輸
三個主要島嶼中的每一個都有一個港口或小港口，位於島嶼的主要定居點（喬治敦、詹姆斯敦和七海愛丁堡）。此外，作為機場項目的一部分，聖赫勒拿有一個 118米長的永久性碼頭設施，位於魯珀特灣，用於散裝貨物、集裝箱貨物和普通貨物以及客運碼頭。

### 機場
聖赫勒拿機場於2017年10月14日出現了其首個定期商業航班。由 Airlink 使用巴西航空工業公司 E190運營的商業航班計劃於每週六從約翰內斯堡的奧立佛·坦博國際機場起飛，並在同一天（或延期時的周日）返回到阿森松島。
聖赫勒拿島和阿森松島之間的商業航班在每個月的第二個星期六運營，飛機在周日返回聖赫勒拿島，然後繼續飛往約翰內斯堡。
阿森松島阿森松島皇家空軍基地上有一個軍用機場，但跑道上的坑洼導致 2017 年 4 月取消了除基本人員/補給航班以及緊急醫療後送以外的所有航班。而特里斯坦達庫尼亞群島没有機場，只能通過海路抵達。

### 車輛交通
聖赫勒拿有138公里的已鋪路面和20公里的未鋪砌的道路。特里斯坦達庫尼亞有大約10公里的已鋪砌道路，而阿松森島有大約40公里的已鋪砌道路。每個島嶼都有自己的車輛登記系統。與英國一樣，三個地區的交通都為靠左行駛。離這些島嶼最近的兩個國家——南非和納米比亞——也靠左行駛。